# Darrer teorema de Fermat
|  | Per a altres significats, vegeu «Petit teorema de Fermat». |

El darrer teorema de Fermat, conegut actualment també com teorema de Wiles-Fermat, afirma que l'equació diofàntica
{\displaystyle x^{n}+y^{n}=z^{n}\,}
no té cap solució entera per a n > 2 en què x, y i z són diferents de zero.
És un dels teoremes més famosos de la història de les matemàtiques i fins a l'any 1995 no es disposava d'una demostració (i, per tant, en rigor s'havia d'anomenar conjectura de Fermat). Fixem-nos que quan n = 2 l'equació equival al teorema de Pitàgores i òbviament té infinites solucions.
El matemàtic francès Pierre de Fermat fou el primer a proposar el teorema, però malauradament la demostració que suposadament havia realitzat no s'ha trobat mai. Fermat només va deixar escrit en un marge de la seva còpia de l'Aritmètica de Diofant el plantejament del teorema i l'afirmació que havia trobat una demostració del teorema. En les seves pròpies paraules:
Cubum autem in duos cubos, aut quadrato-quadratum in duos quadrato-quadratos, et generaliter nullam in infinitum ultra quadratum potestatem in duos eiusdem nominis fas est dividere cuius rei demonstrationem mirabilem sane detexi. Hanc marginis exiguitas non caperet
és a dir,
«És impossible que un cub sigui la suma de dos cubs, que una potència quarta sigui la suma de dues potències quartes i, en general, que qualsevol nombre que sigui una potència superior a dos sigui la suma de dues potències del mateix valor. He descobert una demostració veritablement meravellosa d'aquesta proposició, però aquest marge és massa estret perquè hi càpiga.»
L'afirmació de Fermat va esdevenir immediatament un problema que molts matemàtics van intentar resoldre. De mica en mica van anar sorgint demostracions parcials (per exemple, Sophie Germain demostrà el teorema en el cas en què n és un nombre primer i 2n + 1 també ho és) o demostracions de teoremes associats a aquest. També es demostrà el teorema per a valors molt determinats de n: Euler el demostrà per a n = 3, el mateix Fermat deixà constància de la seva demostració per a n = 4, Legendre i Dirichlet per a n = 5 i aquest darrer també per a n = 14.
El 1993 Andrew Wiles anuncià la demostració general del teorema, demostració que resultà errònia, però que ell mateix corregí vers la fi de 1994. Amb aquesta demostració, que implica l'ús de funcions el·líptiques i representacions de Galois, un dels més famosos problemes de la matemàtica quedava tancat. Nogensmenys, val la pena preguntar-se si realment Fermat aconseguí una demostració del seu teorema i, en cas afirmatiu, quin mètode utilitzà, ja que el camí seguit per Wiles utilitza eines matemàtiques inexistents a l'època de Fermat.